# Ejler Møller
Niels Henrik Ejler Møller (født 30. august 1871 i Ringsted, død 1. april 1938 i København) var en dansk forfatter og seminarieforstander, bror til Niels Møller.
Ejler Møller var søn af biskop Christen Møller (1845–1925) og hustru Henriette Marie, kaldt Henny, født Groth, og blev i 1894 gift med Margrethe, født Jørgensen (20. maj 1867 i Gamborg - 1937). Han blev student i 1890, tog filosofikum 1891 og tog så lærereksamen fra Jelling Seminarium i 1893 og virkede som lærer i Odense 1893-1905 ved Mulernes Realskole.
Ejler Møller købte Odense Seminarium i 1905, og det forblev i familiens eje, indtil det blev en selvejende institution i 1962. Han var seminarieforstander 1905-1936. Fra 1908 udvidedes med et forskolelærerindeseminarium. Han dækkede selv fagene historie, dansk og metodik, og broderen Niels underviste også her.
Han var formand for Dansk Seminarieforening 1924-1933 og blev 1920 Ridder af Dannebrog.
Ejler Møller har skrevet skolebøger til historie samt digte, drengeromaner og skuespil.
Han er begravet på Sorgenfri Kirkegård.